# Fratar (riba)
Fratar (lat. Diplodus vulgaris), pripada obitelji ljuskavki (Sparidae). Najbliži rođaci fratra su šarag i špar od kojih se razlikuje prvenstveno po obojenosti tijela. U Hrvatskoj je poznat i pod sljedećim imenima: baraj, crnoguzac, frankul, pop, popić, špar crnorepac i dr.
Naraste do 40 cm u dužinu, a dostigne težinu od 1,30 kg. Ime je dobio po crnoj mrlji u obliku ovratnika koja počinje na sredini škržnog poklopca, ide iza glave i završava pri sredini drugog škržnog poklopca. Fratar ima još jednu crnu mrlju koja je ima oblik prstena i nalazi se oko korijena repne peraje. Crne mrlje su više izražene kod mlađih nego kod starijih primjeraka. Tijelo mu je zdepasta oblika, visoko spljošteno ovalno. Gore i postrance je žućkasto do zlatkastotamnosive boje. S donje strane je bijelosrebrnkaste boje. Uzduž bokova ima slabo izražene zlatastožućkaste pruge. Tijelo mu je pokriveno relativno velikim ljuskama. Ima malu glavu i usta.
Nedorasli primjerci obitavaju na različitim vrstama dna. Odrasli primjerci preferiraju strmija, dublja i vrlo škrapljiva dna, zadržavajući se u procjepima i rupama hridinastog dna. Uglavom je drži obalnog mora, krećući se na dubini od 2 do 3 metra pa do 30 metara. Dublje od 100 metara ne zalazi. Zalazi i u riječna ušća i druge boćate vode. Odrasli primjerci se kreću sami ili u manjim jatima, dok su mlađi primjerci uglavom u jatima. Hrani se  mekušcima, račićima i crvima. Često je u simbiozi s drugim vrstama riba, posebno s trljom i ovčicom koje iskorištava dok kopaju po pijesku, a zauzvrat im daje sigurnost. Zbog načina prehrane pripada životnoj zajednici bentosa. Mrijesti se sredinom i krajem jeseni i tada mu se glava plavkasto oboji, posebno između očiju.
Nalazimo ga posvuda po Jadranu, Mediteranu i istočnom Atlantiku od sjevernih obala Španjolske do Senegala,  a prisutan je i oko obala juga Afrike, od Angole do JAR.

## Vanjske poveznice
|  | Zajednički poslužitelj ima stranicu o temi Fratar    |
|  | Zajednički poslužitelj ima još gradiva o temi Fratar |
|  | Wikivrste imaju podatke o taksonu Fratar             |